# Trekvis

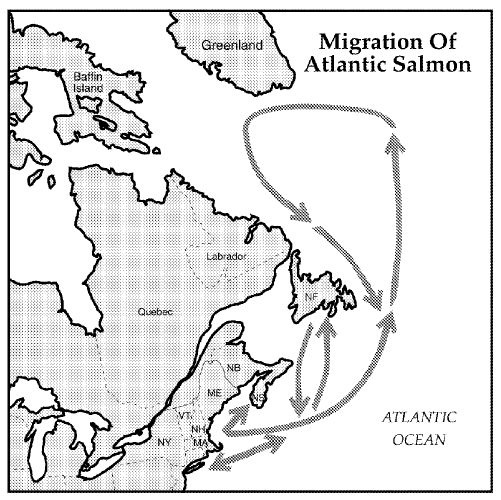
Oceanische trekroute van de Atlantische zalm vanuit de rivier de Connecticut

Met trekvis wordt in de visserij en biologie een soort vis bedoeld die periodiek grote afstanden aflegt. Sommige trekken tussen zoetwater- en zoutwatergebieden, maar andere soorten blijven in zeewater. 
Sommige trekvissen trekken vanuit zout water om te paaien naar zoetwater en zijn daarmee anadroom, zoals bepaalde zalmen en de gestreepte zeebaars. Andere trekken vanuit zoet water naar zoute wateren om te paaien waarmee zij katadroom zijn, zoals palingen.
Een groot aantal Europese trekvissen zijn ter bescherming opgenomen in de Europese habitatrichtlijn.